# Josef Feistmantl
Josef Feistmantl (Absam, 23 februari 1939 – 10 maart 2019) was een Oostenrijks rodelaar.
Feistmantl won tijdens de Olympische Winterspelen 1964 in Innsbruck samen met Manfred Stengl de gouden medaille in het dubbel, individueel eindigde hij als vijfde. Bij Feistmantl zijn tweede en derde olympische optreden won hij geen medailles.
Op de wereldkampioenschappen won Feistmantl vijf medailles, waaronder in 1969 de wereldtitel in het West-Duitse Königssee.
Tijdens de Olympische Winterspelen 1976 in Innsbruck mocht Feistmantl samen met alpineskiester Christl Haas de olympische vlam aansteken.

## Resultaten

### Wereldkampioenschappen
| Jaar | Plaats          | Resultaat   |
| ---- | --------------- | ----------- |
| 1959 | Villard-de-Lans | individueel |
| 1967 | Hammarstrand    | individueel |
| 1969 | Königssee       | individueel |
| 1970 | Königssee       | individueel |
| 1971 | Olang           | individueel |

### Olympische Winterspelen rodelen
| Jaar | Plaats    | Resultaat                |
| ---- | --------- | ------------------------ |
| 1964 | Innsbruck | 5e individueel · dubbel  |
| 1968 | Grenoble  | 5e individueel 7e dubbel |
| 1972 | Sapporo   | 10e individueel          |

1964: Josef Feistmantl / Manfred Stengl ·
1968: Klaus-Michael Bonsack / Thomas Köhler ·
1972: Paul Hildgartner / Walter Plaikner & Horst Hörnlein / Reinhard Bredow ·
1976: Hans Rinn / Norbert Hahn ·
1980: Hans Rinn / Norbert Hahn ·
1984: Hans Stanggassinger / Franz Wembacher ·
1988: Jörg Hoffmann / Jochen Pietzsch ·
1992: Stefan Krauße / Jan Behrendt ·
1994: Kurt Brugger / Wilfried Huber ·
1998: Stefan Krauße / Jan Behrendt ·
2002: Patric Leitner / Alexander Resch ·
2006: Andreas Linger / Wolfgang Linger ·
2010: Andreas Linger / Wolfgang Linger ·
2014: Tobias Wendl / Tobias Arlt ·
2018: Tobias Wendl / Tobias Arlt ·
2022: Tobias Wendl / Tobias Arlt
- Gemeinsame Normdatei: 1180438353
- Virtual International Authority File: 1229155286638087180002